# Kalteren
Kalteren is een buurtschap in de gemeente Westerveld, in de Nederlandse provincie Drenthe. Het ligt aan de gelijknamige weg ten westen van Diever. Het behoorde tot en met 1997 tot de gemeente Diever.
Kalteren heeft circa 15 huizen en circa 40 inwoners. Aan de rand van de Diever is aan de noordkant van de weg Kalteren de wijk Kalterbroeken aan het verrijzen. De eerste bebouwing daarvan begon in 2017.

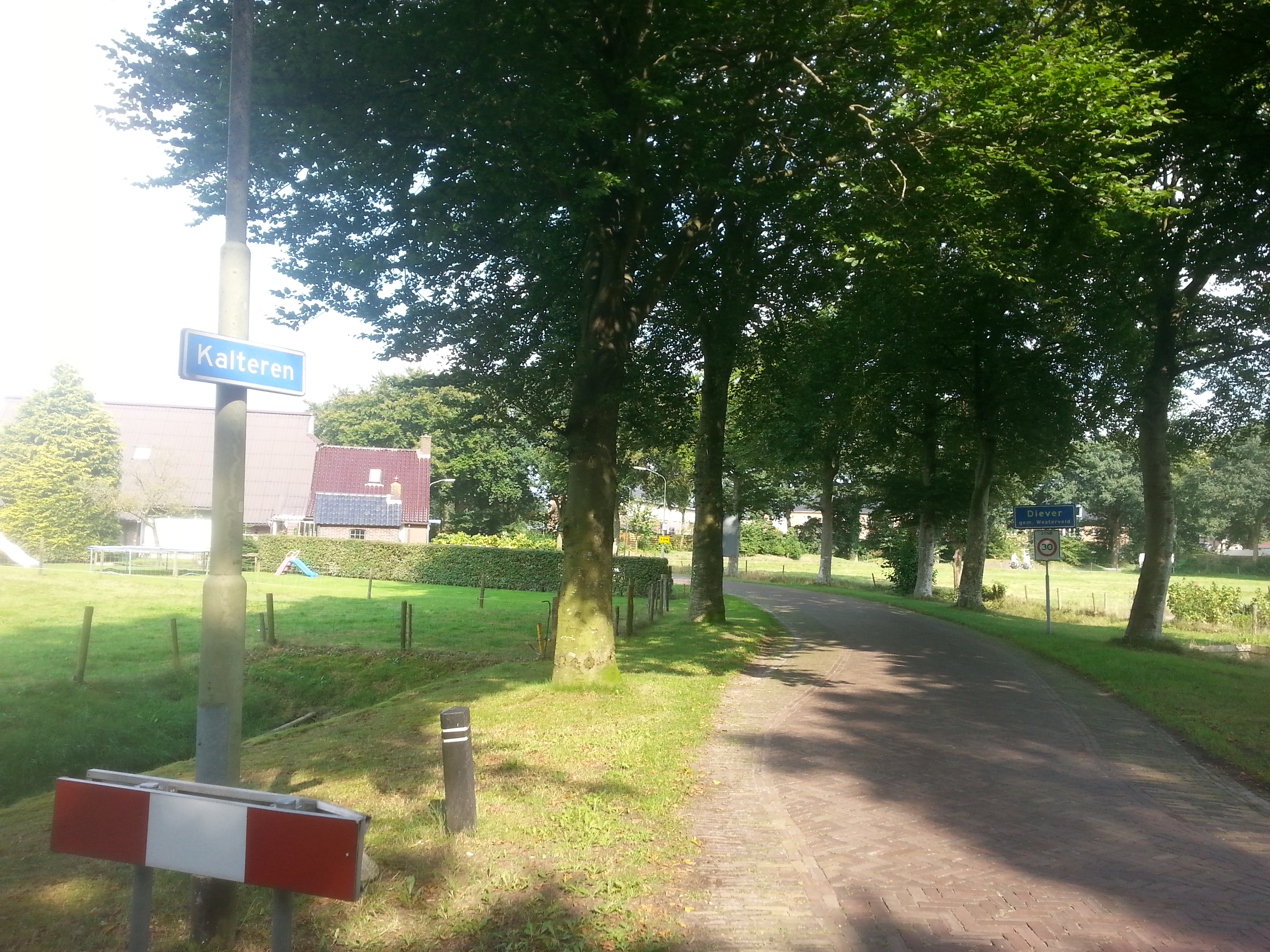
Kalteren

Ansen (deels) · Benderse (deels) · Boschoord · Boterveen · Busselte · Darp · De Monden (deels) · Diever · Dieverbrug · Doldersum · Dwingeloo · Eemster · Eursinge · Frederiksoord · Geeuwenbrug · Het Moer · Het Schier · Havelte · Havelterberg (deels) · Holtien · Holtinge · Holtland · Kalteren · Kraloo (deels) · Leggeloo · Lhee · Lheebroek · Molenstad · Nijensleek · Oldendiever · Oude Willem  (deels) · Uffelte · Veendijk · Veldhuizen · Vledder · Vledderveen · Wapse · Wapserveen · Wateren · Westeinde · Wilhelminaoord · Wittelte · Witteveen (deels) · Zorgvlied

Drenthe: Steden en dorpen      Nederland: Provincies · Gemeenten